# Гершпренц
Гершпренц (нем. Gersprenz) — река в Германии, протекает по землям Гессен и Бавария. Левый приток Майна. Длина реки 51,3 км. Площадь бассейна реки составляет 512,98 км².

## Течение
Река Гершпренц берёт начало в районе гессенской коммуны Райхельсхайм слиянием ручьёв Мергбах и Остербах на высоте около 200 м. Течёт в северном направлении, но ниже города Дибург поворачивает на восток. В низовьях течёт по территории Баварии и впадает в Майн юго-восточнее Майнхаузена.